# Protección
Protección (uit het Spaans: "Bescherming") is een gemeente (gemeentecode 1617) in het departement Santa Bárbara in Honduras.
Het dorp maakte deel uit van de gemeente Naranjito tot het in 1927 een zelfstandige gemeente werd. Het ligt in bergachtig terrein. Dichtbij stroomt de beek Quebrada del Oro.

## Bevolking
De bevolking is als volgt verdeeld:
| Vrouwen | 8354 | 49,1% |
| Mannen  | 8659 | 50,9% |

## Dorpen
De gemeente bestaat uit veertien dorpen (aldea), waarvan het grootste qua inwoneraantal: Protección  (code 161701).